# La Légion du Sahara
Pour plus de détails, voir Fiche technique et Distribution.
La Légion du Sahara (titre original : Desert Legion) est un film américain de Joseph Pevney sorti en 1953.

## Synopsis
Dans le Sahara, l'officier Paul Lartal commande une armée de légionnaires. Faits prisonniers par le Roi Omar Ben Khalif, les soldats doivent se rendre dans la ville perdue de Madara, régit par la princesse Morjana. Cette dernière subit des attaques du maléfique Crito ...

## Fiche technique
- Titre français : La Légion du Sahara
- Titre original : Desert Legion
- Réalisation : Joseph Pevney
- Scénario : Irving Wallace et Lewis Meltzer d'après un roman de Georges Arthur Surdez
- Directeur de la photographie : John F. Seitz
- Montage : Frank Gross
- Musique : Frank Skinner
- Création des décors : Robert Clatworthy et Alexander Golitzen
- Création des costumes : Bill Thomas
- Maquillages spéciaux : Bud Westmore
- Producteur : Ted Richmond
- Compagnie de production : Universal International Pictures
- Compagnie de distribution : Universal Pictures
- Pays de production :  États-Unis
- Langue originale : anglais
- Son : Mono (Western Electric Recording)
- Image : Couleurs (Technicolor)
- Ratio écran : 1.37:1
- Format négatif : 35 mm
- Procédé cinématographique : Sphérique
- Genre : film d'aventures
- Durée : 86 minutes
- Dates de sortie :
  - États-Unis : 3 avril 1953
  - France : 19 mars 1954

## Distribution
- Alan Ladd : Paul Lartal
- Richard Conte : Crito Damou / Omar Ben Khalif
- Arlene Dahl : Princesse Morjana
- Akim Tamiroff : Soldat Plevko
- Oscar Beregi, Sr. : Si Khalil
- Leon Askin : Major Vasil
- George J. Lewis : Lieutenant Lopez
- Anthony Caruso : Lieutenant Massaoud